# Narcisa Amália
Narcisa Amália de Campos (São João da Barra, RJ, 3 de abril de 1852 — Rio de Janeiro, RJ, 24 de julho de 1924) foi uma poeta, escritora, tradutora, crítica literária e jornalista brasileira. Foi a primeira mulher a trabalhar como jornalista profissional no Brasil. Movida por forte sensibilidade social, combateu a opressão da mulher e o regime escravista. Segundo Sílvia Paixão, é “um dos raros nomes femininos que falam de identidade nacional” e busca sua própria identidade “numa poética uterina que imprime o retorno ao lugar de origem”. Colaborou na revista A leitura (1894-1896) e, a frente de seu tempo, escreveu muitos artigos de cunho feminista e republicano.

## Biografia
Filha do poeta Jácome de Campos e da professora primária Narcisa Inácia de Campos, Narcisa Amália nasceu em São João da Barra em 3 de abril de 1856. Ainda em São João da Barra, estudou latim e francês com o padre Joaquim Francisco da Cruz Paula, e recebeu aulas de retórica de seu pai.
Aos 11 anos, mudou com a família para o município fluminense de Resende, onde, com apenas 14 anos, se casou com João Batista da Silveira, artista ambulante de vida irregular, de quem se separou alguns anos mais tarde. Aos 28 anos, em 1880, se casou novamente com Francisco Cleto da Rocha, mas a união não durou e o casal se separou pouco tempo depois, obrigando-a a deixar Resende, em especial por conta dos boatos espalhados por seu marido na cidade. Por ter sido casada e divorciada em duas ocasiões, foi alvo de forte estigma social na época.

### Carreira
Narcisa iniciou sua carreira como tradutora de contos e ensaios de autores franceses, como a escritora George Sand (pseudônimo masculino da autora Amandine Aurore Lucile Dupin) e o paleobotânico Gaston de Saporta.
Seu único livro é Nebulosas, publicado em 1872, com uma nova edição em 2017 pela Gradiva Editorial e a Fundação Biblioteca Nacional. A obra foi muito bem recebida na época de seu lançamento, tendo sido inclusive bastante comentado por Machado de Assis e Dom Pedro II.
Em 1874, 1888 e 1917, ela contribui com o "Novo Almanaque de Lembranças", que era uma coletânea de textos diversos que tinha grande circulação em Portugal e no Brasil.
Em 1889, com apenas 33 anos e cansada das difamações em Resende, foi para uma espécie de exílio voluntário em São Cristóvão, bairro do Rio de Janeiro. Abandonou toda atividade literária, e foi lecionar em uma escola pública. Dedicando-se ao magistério, em 13 de outubro de 1884, ela funda um pequeno jornal quinzenal, “o Gazetinha”, suplemento do Tymburitá que tinha como subtítulo, “folha dedicada ao belo sexo”.

### O Livro "Nebulosas"
O livro "Nebulosas" foi escrito por Narcisa quando a mesma tinha 20 anos. No livro, a “jovem e bela poetisa”, como definiu Machado de Assis, declama poemas de exaltação à natureza, à pátria e de lembranças da sua infância.
O livro foi publicado pela mais famosa editora brasileira à época, a Garnier, que patrocinou todos os gastos da impressão. A editora deu relevância ao livro, segundo Maria de Lourdes Eleutério, pelo fato incomum à época de uma mulher publicar um livro. Conforme relata Maria de Lourdes Eleutério “para as mulheres da República o sonho de publicar um livro era um projeto distante, a expressão feminina nesse período permanece circunscrita ao espaço privado”.
Em 1873, Narcisa recebeu o prêmio “lira de ouro” por conta dessa obra. Em setembro de 1874, Narcisa recebeu o prêmio da Mocidade Acadêmica do Rio de Janeiro, uma pena de ouro entregue pelas mãos do conselheiro Saldanha Marinho.
| “ | Corajosa, erudita, sensível a questões humanitárias e ligadas ao universo feminino, Narcisa Amália escreveu um único livro, Nebulosas. À época de sua publicação, em 1872, pela mítica editora Garnier, essa obra fez com que seu talento fosse celebrado por ninguém menos que Machado de Assis e também pelo imperador D. Pedro II. Nesta coedição da Gradiva Editorial com a Fundação Biblioteca Nacional, estão reunidos os 44 poemas originais. Alguns poemas líricos, com temas intimistas, femininos, e relacionados à natureza, outros de cunho social, em prol da abolição da escravatura. | ” |

## Morte
Narcisa faleceu aos 72 anos, em 24 de julho de 1924, no Rio de Janeiro, vitimada por complicações do diabetes. Ela já estava cega, pobre e com problemas de mobilidade. Além disso, sua obra foi praticamente esquecida depois de sua morte.
Antes de sua morte, deixou um apelo: “Eu diria à mulher inteligente [...] molha a pena no sangue do teu coração e insufla nas tuas criações a alma enamorada que te anima. Assim deixarás como vestígio ressonância em todos os sentidos”.
Foi sepultada no Cemitério de São João Batista, no Rio de Janeiro.

## Homenagens
- Na cidade de Resende, onde Narcisa viveu a maior parte de sua vida, existe uma rua e uma travessa que levam seu nome.
- Foi homenageada com seu nome sendo dado a uma escola municipal na Ilha de Guaratiba, no Rio de Janeiro
- Em 2019, ela foi a pessoa homenageada na 5ª edição FLIR - Feira do Livro de Resende[8].

## Obras
- 1872 - Nebulosas